# Hypsogastropoda
Die Hypsogastropoda sind eine Klade bzw. Unterordnung von, vor allem, Meeresschnecken innerhalb der Gruppe der Caenogastropoda. Diese Unterordnung umfasst die beiden Teilordnungen Littorinimorpha und Neogastropoda und die informelle Gruppe der Ptenoglossa. Noch vor der gegenwärtig aktuellen Systematik der Schnecken wurde diese Unterordnung unter dem heute nicht mehr verwendeten Namen Neotaeniglossa geführt.

## Anatomie
Die Mundöffnung des Schneckenhauses wird, wie bei anderen Schnecken, beim Zurückziehen durch einen Schalendeckel (Operculum) verschlossen. Das Operculum kann einen spiralen Nucleus oder einen zentral-konzentrischen Nucleus aufweisen, wobei die Schale zumeist vier rechtsseitig gedrehte Windungen aufweist, die kegelförmig abgeflacht oder länglich verlaufen können. Die Spitze des Gehäuses ist dabei zumeist erhaben und nach oben zusammenlaufend. Der Mantel der Tiere ist an den Kanten glatt, kann aber auch schwach gekräuselt oder warzenartig sein. Die Augen befinden sich, wie bei diesen Schnecken üblich, an Wülsten an der Unterseite. Die Schnecken sind sehr klein; die größten gefundenen Exemplare bisher wiesen eine Länge von acht Millimetern auf.

## Lebensraum und Ernährung
Die Hypsogastropoda kommt vor allem in frischem Brackwasser, in Salzseen oder im Bereich von Ästuaren an Küstenbereichen vor. Jedoch kann der Lebensraum auch Sickerwasser, Stauwasser in Flüssen, Billabongs, Gebirgsbäche, isolierte Quellen in Trockenzonen, Gischtzonen oder tropische Wasserfälle sein. Die Hypsogastropoda werden dabei vor allem unter Steinen oder unter Baumwurzeln angetroffen, aber auch unter zerfallender Vegetation, unter anderem in Detritus. Als Hauptnahrung nehmen die Hypsogastropoda Periphyton oder verschiedene Bakterien sowie als Folgezersetzer die zerfallenen organischen Substanzen im Detritus auf.
Allgemein ist jedoch wenig über Biologie dieser Klade der Schnecken bekannt. So ist auch die Geschlechterverteilung bei gewissen Hypsogastropoda-Arten noch unerforscht, wobei diese Klade der Schnecken auch parthenogenetische Brüter sein könnten. Des Weiteren ist nicht bekannt, ob die Reproduktion saisonabhängig ist oder über das gesamte Jahr hinweg vonstattengehen kann. Wahrscheinlich ist jedoch, dass der Lebenszyklus der Tiere temperaturabhängig ist.